# Fernandez Must Die
Fernandez Must Die ("Fernández deve morire") è un videogioco di tipo sparatutto a scorrimento pubblicato nel 1988 per Amstrad CPC, Commodore 64, ZX Spectrum, Amiga e Atari ST. Appartiene al filone degli sparatutto militari simili a Commando; qui l'eroe combatte l'esercito del dittatore Fernandez per liberare il territorio.

## Modalità di gioco
Si tratta di uno sparatutto a scorrimento verticale in entrambi i sensi, dove il giocatore controlla un soldato che può muoversi e sparare in tutte le otto direzioni, con una mitragliatrice a munizioni illimitate come arma di base. Occasionalmente si può impadronire di un fuoristrada, dotato di cannoncino e di una propria resistenza ai colpi, e capace di investire la fanteria. Non c'è una suddivisione in livelli, ma ci sono otto basi sparse da espugnare, prigionieri da liberare e bonus da raccogliere lungo la strada, mentre il nemico dispone di un assortimento di fanteria e veicoli.
Per il resto, il gioco per i computer a 8 bit è piuttosto diverso da quello per i più evoluti Amiga e Atari ST. 
Le versioni per 8 bit hanno visuale dall'alto perpendicolare. È disponibile la modalità cooperativa a due giocatori simultanei; normalmente ciascuno controlla un soldato, ma se entrambi salgono sullo stesso fuoristrada, uno ne controlla la guida e l'altro gli armamenti, che diventano orientabili in modo indipendente dalla direzione di marcia. Si dispone di una scorta limitata di granate, utili tra l'altro per demolire le porte poste di tanto in tanto ai lati dello schermo. Da queste porte si accede agli edifici, ampi ambienti con pareti interne che nascondono prigionieri e oro e collegano tra loro le otto zone di gioco. Si può visualizzare una mappa dell'intero territorio.
Le versioni per Amiga/ST hanno visuale isometrica e grafica ovviamente più avanzata, ma c'è soltanto la modalità giocatore singolo. Non ci sono diverse aree collegate, tutto il gioco si svolge su un'unica lunga striscia senza interruzioni. Sono disponibili altre armi come il lanciarazzi e la dinamite, utilizzabile per far saltare porte e casseforti. Ci sono piccoli edifici in cui è possibile entrare, ma la schermata resta la stessa e si limita a diventare temporaneamente trasparente il tetto.